# Sông Bug Tây
Sông Bug (tiếng Ba Lan: Bug [buk], tiếng Ukraina: Західний Буг (Zakhidniy Bug), tiếng Belarus: Заходні Буг (Zakhodni Bug), tiếng Nga: Западный Буг (Zapadnyy Bug), chảy qua ba quốc gia với tổng chiều dài là 774 kilômét (480 dặm).
Là một nhánh của sông Narew, Bug tạo thành một phần của biên giới giữa Ukraine và Ba Lan trong 185 km (115 mi), và giữa Belarus và Ba Lan trong 178 km (111 mi), và là con sông dài thứ tư Ba Lan.